# Charles Clyde Ebbets
Charles Clyde Ebbets, född 18 augusti 1905 i Gadsden i Alabama, död 14 juli 1978 i Miami i Florida, var en amerikansk fotograf, känd för att ha tagit det ikoniska fotot Lunch atop a Skyscraper.
Ebbets började sin karriär under 1920-talet i St. Petersburg, Florida, som frilansfotograf, han blev även involverad i film, både framför och bakom kameran. Under hela 1920-talet hade Ebbets många sysselsättningar, pilot, ving-walker, racerförare, brottare och jägare.
Han var också prisfightern Jack Dempseys officiella fotograf, och pressfotograf för Miami Daily News. På 1930-talet var Ebbets en välkänd fotograf, och publicerad i tidningar över hela landet, bl.a  The The New York Times.
1932 utsågs Charles Ebbets till chefsfotograf för Rockefeller Center-bygget. Den 20 september 1932 tog han sin mest berömda bild, Lunch atop a Skyscraper, Bilden togs på 69:e våningen från RCA-byggnaden.
Bilden föreställer elva män, sittande på en balk, ätandes lunch, med fötterna dinglande högt ovanför New Yorks gator.